# Das Glück der Tüchtigen
Das Glück der Tüchtigen (int. All That's Due) ist eine deutsche Filmkomödie von Franz Müller aus dem Jahr 2025. Der Spielfilm feierte am 30. Juni 2025 seine Uraufführung beim Filmfest München in der Reihe Neues Deutsches Kino.

## Inhalt
16 Jahre nach Die Liebe der Kinder erzählt das Drama, wie es mit Mira und ihrer Patchworkfamilie weitergeht. Vor kurzem hat sie die Leitung eines Supermarkts übernommen. Rückhalt gibt ihr die Beziehung zu ihrem Mann Tarik und ihren beiden Töchtern. Doch ein einziger schwacher Moment, in dem es Mira nicht gelingt, die Wahrheit zu sagen, zieht andere Halbwahrheiten und Lügen nach sich, bis ihr alles um die Ohren fliegt.

## Produktion und Hintergrund
Das Glück der Tüchtigen wurde von der Produktionsfirma Mizzi Stock Entertainment sowie 2pilots Filmproduction produziert und vom Deutschen Filmförderfonds DFFF und der Film- und Medienstiftung NRW finanziell gefördert. Der Film entstand außerdem in Zusammenarbeit mit Arte Deutschland und des WDR (Programmbereich Fiktion).
Die Dreharbeiten fanden vom 12. September 2023 bis zum 24. Oktober 2023 in Köln und Umgebung sowie Ostende statt.

## Rezeption

### Festivals
Nach seiner Uraufführung auf dem Filmfest München wurde der Film u. a. zum 21. Festival des Deutschen Films in Ludwigshafen eingeladen.

### Kritik
Der Spielfilm wurde im Rahmen seiner Premiere auf dem Filmfest München von der Fachpresse vorwiegend positiv besprochen:
Corinna Degener urteilt in ihrer Besprechung auf THE SPOT, bei Das Glück der Tüchtigen handele es sich um ein „kluges, sozialkritisches und humorvolles Familiendrama“.
Benedikt Guntentaler spricht in seiner Kurzkritik auf artechock.de von einem "sehr lustigen, klugen Film, der seine randständige, unaufgeregte Haltung nie verlässt, nahe bei seinen Figuren bleibt, ihnen einfach folgt, sie aus dem Film treten und wieder hineinfinden lässt."
Peter Gutting bewertete den Film auf film-renzensionen.de mit 7 von 10 Sternen und schrieb in seinem Fazit Das Glück der Tüchtigen erzähle "einfühlsam und realitätsnah von den Menschen, die unser aller Leben am Laufen halten, auch wenn wir ihre Tätigkeiten manchmal als bloßes Geldscheffeln abtun. Regisseur Franz Müller verfolgt das Schicksal von drei Figuren aus seinem 16 Jahre alten Spielfilm „Die Liebe der Kinder“ weiter. Und lässt die damals 16-jährige Katharina Derr nun als Hauptdarstellerin glänzen".
Harry Mühlbeyer äußerte sich auf Kino-Zeit.de Ansatz des Regisseurs: "Müller setzt uns hinein in das Leben von Mira, es liegt eine Plötzlichkeit und eine Dringlichkeit in diesem Ansatz – eine Herangehensweise, die Müller immer wieder in seinen Filmen wählt: Das Publikum erlebt die Figuren, lebt mit ihnen, und muss sich mit ihnen auseinandersetzen. Nie hat man das Gefühl, dass hier groß an der Wirklichkeit herummanipuliert wird, immer hat man das Gefühl, dass Müller genau weiß, warum er seine Filme genau auf diese Weise machen will."
Tanja Moll fasst auf artechock.de folgendermaßen zusammen: "Angesichts des Ernstes der Lage vollführt Franz Müllers zweiter Teil seiner Trilogie einen gelungenen Spagat zwischen Existenzsorgen und Alltagskomik. Er erzählt vom Wackeln auf dem Hochseil namens Familienleben – insbesondere, wenn es sich um eine Patchworkfamilie handelt – mit feinem Gespür für Tragikomik und Timing. Die französisch anmutende Filmmusik verleiht einen Hauch Leichtigkeit und Melancholie. Eine schräge und zum Schmunzeln bringende Tragikomödie darüber, was passiert, wenn das Leben plötzlich aus dem Takt gerät."

## Auszeichnungen & Nominierungen
- 2025: Förderpreis Neues Deutsches Kino – Nominierung für die Beste produzentische Leistung für Eva-Maria Weerts
- 2025: Förderpreis Neues Deutsches Kino – Nominierung für die Beste schauspielerische Leistung für Leonidas Emre Pakkan und Rona Regjepi
- 2025: Rheingold Publikumspreis (21. Festival des Deutschen Films in Ludwigshafen) - Nominierung